# 부요황후
《부요황후》(扶摇)는 2018년 방송되었던 중국의 드라마이다.

## 소개
- 봉인을 풀기위해 험난한 여정에 오르는 주인공이 그 과정에서 진정한 사랑을 찾게 되는 이야기

## 등장 인물
- 양미 - 부요 역
- 원경천 - 장손무극 역
- 류이쥔 - 제진 역
- 장룡 (蒋龙) - 소칠 역
- 뢰예 (赖艺) - 종월 역
- 양역목 - 운흔 역
- 원우훤 (袁雨萱) - 제운 역
- 황유명 (黄宥明) - 연량진 역
- 이의효 - 배원 역
- 가오한위 - 강풍 역
- 왕경송 (王劲松) - 장손형 역
- 후커 - 헌원효 역
- 연자 (涓子) - 원황후 역
- 가오웨이광 - 전북야 역
- 장아흠 (张雅钦) - 아란주 역
- 류선 (刘璇) - 비연 역
- 왕학윤 (王鹤润) - 불련 역